# 조주현 (정치인)
조주현(曺朱鉉, 1969년 ~ )은 대한민국의 제4대 중소벤처기업부 차관인 공무원이다.

## 생애
1994년 제38회 행정고시를 합격하여 공직을 시작했다. 중소기업청 생산기술국장을 거쳐 중소벤처기업부에서 기술인재정책관, 성장지원정책관, 중소기업스마트제조혁신기획단장, 소상공인정책실장 등을 지냈다.
중소·벤처기업의 경쟁력을 강화하기 위해 제조공정에 정보통신기술(ICT)을 도입하는 정책을 마련했고, 비대면 시대에 대비해 '소상공인 성장·혁신 2.0'이라는 새 패러다임을 제시함으로써 소상공업의 디지털 전환도 추진했다. 소상공인의 경쟁력 강화와 중소·벤처기업의 혁신에 기여한 공로로 2021년 5월 열린 정부혁신 유공포상에서 홍조근정훈장을 받았다.
2022년 5월 윤석열 정부에서 중소벤처기업부 차관으로 임명되었다.

## 학력
- 서울대학교 외교학 학사
- 서울대학교 행정대학원 행정학 석사
- 델라웨어 대학교 대학원 경제학 박사과정 수료

## 경력
- 1994년 제38회 행정고시 합격
- 2006.4 중소기업청장 비서관, 서기관
- 2007.8	중소기업청 창업벤처국 벤처투자 과장
- 2010.2 중소기업청 생산기술국 기술협력과 과장
- 2011.6 중소기업청 소상공인정책국 소상공인정책과 과장, 부이사관
- 2013.4	대통령비서실 중소기업비서관실 행정관 및 선임행정관
- 2017.2 중소기업청 생산기술국 국장, 이사관
- 2017.7 중소벤처기업부 창업혁신지원실 기술인재정책관
- 2019.12~2020.1 중소벤처기업부 중소기업정책실 성장지원정책관
- 2020.1~2020.7 중소벤처기업부 중소기업스마트제조혁신기획단 단장
- 2020.7~2022.5 중소벤처기업부 소상공인정책실 실장, 관리관
- 2022.5~2023.7: 중소벤처기업부 차관
- 2024.9~: 중소벤처기업연구원 원장